# Салах, Артуро
Артуро Алехандро Салах Кассани (исп. Arturo Alejandro Salah Cassani; род. 4 декабря 1949, Сантьяго) — чилийский футболист и футбольный тренер, выступавший на позиции защитника.

## Карьера

### Клубная карьера
Во взрослом футболе дебютировал в 1969 году в клубе «Аудакс Итальяно», где отыграл два сезона и в 1972 году стал выступать за «Универсидад Католика».
В 1975 году перешёл в другой чилийский клуб «Универсидад де Чили», где выступал на протяжении следующих шести сезонов. В 1979 году вместе с командой стал обладателем Кубка Чили. Всего в составе клуба принял участие в 166 матчах, став автором 30 голов.
В 1982 году стал выступать за клуб «Палестино», где и завершил свою игровую карьеру один сезон спустя.

### Тренерская карьера
Свою управленческую карьеру Салах начал в 1986 году, возглавив тренерский штаб клуба Коло-Коло. За четыре года работы в команде он смог привести её к чемпионским титулам в 1986 и 1989 годах, а также помог ей трижды завоевать Кубок Чили.
С 1990 по 1993 год Салах тренировал национальную сборную Чили, приведя её к третьему месту на Кубке Америки в 1991 году. Под руководством Салаха сборная провела тридцать матчей, из которых выиграла двенадцать, семь закончились ничьей, а в одиннадцати команда проиграла.
После работы со сборной Салах был назначен тренером Универсидад де Чили. Его первое пребывание в команде длилось один год, после чего он стал тренировать мексиканский «Монтеррей».
Позднее Салах непродолжительное время работал с такими футбольными командами, как «Кобрелоа», «Уачипато» и «Сантьяго Уондерерс».

## Достижения

### Как игрок
«Универсидад де Чили»
- Обладатель Кубка Чили: 1978/79

### Как тренер
«Коло-Коло»
- Чемпион Чили: 1986, 1989
- Обладатель Кубка Чили: 1987/88, 1988/89, 1989/90